# Vorfreude, schönste Freude
Vorfreude, schönste Freude ist ein deutsches Adventslied. Der Text stammt von Erika Engel-Wojahn, die Melodie von Hans Naumilkat.

## Inhalt
Das Lied handelt von der Adventszeit. Es besteht aus vier Strophen. Beschrieben werden verschiedene typische Tätigkeiten im Advent (Kranz schmücken, Kuchen backen usw.). In jeder Strophe wird an jedem Adventssonntag je ein Lichtlein mehr entzündet.

## Veröffentlichungen
Veröffentlicht wurde das Lied 1952 unter dem Titel Freude im Advent im Notenheft Es weihnachtet. 1962 wurde das Lied erstmals in der Version des Großen Kinderchors des Berliner Rundfunks auf der Single Neue Kinder-Weihnachtslieder des DDR-Labels Eterna veröffentlicht. 1970 wurde das Lied in der Version des Rundfunk-Kinderchores Leipzig auf der Weihnachts-LP Bald nun ist Weihnachtszeit ebenfalls auf Eterna veröffentlicht. Außerdem fand es Aufnahme in verschiedene Musiklehr- und Liederbücher.